# RAE1
RAE1 (англ. Ribonucleic acid export 1) – білок, який кодується однойменним геном, розташованим у людей на короткому плечі 20-ї хромосоми. Довжина поліпептидного ланцюга білка становить 368 амінокислот, а молекулярна маса — 40 968.
| 10         |  | 20         |  | 30         |  | 40         |  | 50         |
| ---------- |  | ---------- |  | ---------- |  | ---------- |  | ---------- |
| MSLFGTTSGF |  | GTSGTSMFGS |  | ATTDNHNPMK |  | DIEVTSSPDD |  | SIGCLSFSPP |
| TLPGNFLIAG |  | SWANDVRCWE |  | VQDSGQTIPK |  | AQQMHTGPVL |  | DVCWSDDGSK |
| VFTASCDKTA |  | KMWDLSSNQA |  | IQIAQHDAPV |  | KTIHWIKAPN |  | YSCVMTGSWD |
| KTLKFWDTRS |  | SNPMMVLQLP |  | ERCYCADVIY |  | PMAVVATAER |  | GLIVYQLENQ |
| PSEFRRIESP |  | LKHQHRCVAI |  | FKDKQNKPTG |  | FALGSIEGRV |  | AIHYINPPNP |
| AKDNFTFKCH |  | RSNGTNTSAP |  | QDIYAVNGIA |  | FHPVHGTLAT |  | VGSDGRFSFW |
| DKDARTKLKT |  | SEQLDQPISA |  | CCFNHNGNIF |  | AYASSYDWSK |  | GHEFYNPQKK |
| NYIFLRNAAE |  | ELKPRNKK   |  |            |  |            |  |            |

A: Аланін

C: Цистеїн

D: Аспарагінова кислота

E: Глутамінова кислота

F: Фенілаланін

G: Гліцин

H: Гістидин

I: Ізолейцин

K: Лізин

L: Лейцин

M: Метіонін

N: Аспарагін

P: Пролін

Q: Глутамін

R: Аргінін

S: Серин

T: Треонін

V: Валін

W: Триптофан

Кодований геном білок за функцією належить до фосфопротеїнів. 
Задіяний у таких біологічних процесах, як транспорт, клітинний цикл, поділ клітини, мітоз. 
Локалізований у цитоплазмі, цитоскелеті, ядрі.